# Uli Nußbaumer
Ulrich „Uli“ Nußbaumer (* 8. Januar 1954) ist ein ehemaliger deutscher Fußballspieler.

## Sportlicher Werdegang
Nußbaumer entstammt der Jugend des SSV Ulm 1846, für den er Anfang der 1970er Jahre in der drittklassigen 1. Amateurliga Württemberg debütierte und um den Aufstieg in die seinerzeit zweitklassige Regionalliga mitspielte. Als Meister der Nordwürttemberg-Staffel in der Spielzeit 1976/77 vor dem Aufsteiger SB Heidenheim qualifizierte er sich an der Seite von Dieter Kohnle, Alexander Pietsch, Walter Kubanczyk und Günter Berti für die Aufstiegsspiele zur 1974 eingeführten 2. Bundesliga, scheiterte dort hinter dem Freiburger FC jedoch mit nur drei Punkten gleichauf mit dem SV Neckargerach am Tabellenende liegend. In der folgenden Spielzeit wurde der Erfolg in der Liga wiederholt und Vizemeister 1. Göppinger SV um sechs Punkte distanziert, abermals verpasste die Mannschaft – dieses Mal als Zweiter hinter dem SC Freiburg liegend – in der Aufstiegsrunde den Aufstieg in die zweite Liga.
Nußbaumers Mannschaft hatte sich jedoch für die neu gegründete Oberliga Baden-Württemberg qualifiziert. Unter Trainer Klaus-Peter Jendrosch wurde die Mannschaft erster Meister der Liga, in 33 Saisonspielen hatte er mit acht Saisontoren zum damit verbundenen Zweitligaaufstieg beigetragen. Nach 13 Spieleinsätzen und zwei Treffern in seiner ersten Zweitligasaison lief er in der Spielzeit 1980/81 in 29 Partien in der Süd-Staffel auf und erzielte dabei abermals zwei Tore. Trotz des erreichten 5. Tabellenplatzes verpasste er mit der Mannschaft knapp den Klassenerhalt, da aufgrund der Zusammenlegung der beiden Zweitligastaffeln nur die ersten vier Plätze zur sicheren Qualifikation genügten und für alle anderen ein Punktesystem auf Basis der letzten drei Spielzeiten herangezogen wurde.
Unter Trainer Werner Kern gelang Nußbaumers Team in der Oberliga-Spielzeit 1981/82 direkt die Meisterschaft, in der anschließenden Aufstiegsrunde scheiterte die Mannschaft nur knapp hinter dem FC Augsburg. Während die Ulmer am letzten Spieltag im Auswärtsspiel gegen den FC 08 Homburg zu einem 1:1-Unentschieden kamen, besiegten die Fuggerstädter den bereits als Aufsteiger feststehenden FSV Frankfurt mit 3:0 und zogen aufgrund der um ein Tor besseren Tordifferenz an den Spatzen vorbei. In der folgenden Spielzeit wurde die Oberliga-Meisterschaft wiederholt, Nußbaumer hatte aber nur noch in zehn Spielen mitgewirkt. Zwar gelang der Mannschaft um Ralf Rangnick, Michael Nushöhr, Walter Modick, Erich Steer und Maximilian Hauck anschließend der Wiederaufstieg in die 2. Bundesliga, er beendete jedoch seine Laufbahn.